# Гаучи, Жорж
Жорж Гаучи (Georges Harold Roger Gautschi; 6 апреля 1904 — 12 февраля 1985) — фигурист из Швейцарии, бронзовый призёр Олимпийских игр 1924 года, бронзовый призёр чемпионата мира 1930 года, трёхкратный чемпион Швейцарии 1926, 1927, 1931 годов в мужском одиночном катании.

## Спортивные достижения

### Мужчины
| Соревнования/Сезоны  | 1922 | 1923 | 1924 | 1925 | 1926 | 1927 | 1928 | 1929 | 1930 | 1931 |
| -------------------- | ---- | ---- | ---- | ---- | ---- | ---- | ---- | ---- | ---- | ---- |
| Зимние Олимпиады     |      |      | 3    |      |      |      |      |      |      |      |
| Чемпионаты мира      |      |      |      | 6    |      | 4    |      |      | 3    |      |
| Чемпионаты Европы    | 9    |      | 7    | 4    | 3    |      |      | 2    |      |      |
| Чемпионаты Швейцарии |      |      |      |      | 1    | 1    |      |      |      | 1    |

- Skatabase: 1920s Europeans
- Skatabase: 1920s Worlds
- Skatabase: 1930s Worlds